# Lawrence Schimel
Lawrence Schimel (Nueva York, 16 de octubre de 1971) es un escritor estadounidense, autor de relatos, poemas y ensayos, su obra se caracteriza por la variedad temática (ha cultivado desde la ciencia ficción hasta las historias de costumbrismo homosexual). Estudió en la Universidad Yale, donde alcanzó el grado académico de Bachelor of Arts. Posteriormente se trasladó a Europa y se radicó en Madrid (España). Sus libros se han traducido a numerosos idiomas. 

## Premios
Schimel ha recibido importantes premios en Estados Unidos, como el Lambda Literary Award (que distingue obras de temática LGBT) y el Rhysling Award (dedicado a la literatura fantástica, de terror y de ciencia ficción).